# AGU (bedrijf)
AGU Holding BV is een bedrijf dat is gevestigd in de Nederlandse stad Alkmaar. AGU ontstond in 1966 als Alkmaarse Groothandels Unie, een fusie van drie fietsgroothandels. Twee van de drie oprichters trokken zich later terug, waardoor het bedrijf in 1975 een familiebedrijf kon worden van de broers Peter en Jaap van den Kommer. De oudste  werkmaatschappij van de AGU Holding is AGU BV, andere werkmaatschappijen zijn Jacobsons BV, Fast Forward Wheels BV, Hesling Products BV en Van Megen Sports Group BV. De holding heeft ongeveer 160 werknemers.
Het bedrijf verkoopt fiets- en regenkleding en fietsaccessoires. Behalve een aanbod van eigen producten onder de merken AGU en Cordo verzorgt AGU de distributie van velerlei andere fietsartikelen. De merkartikelen van de onderneming worden geëxporteerd naar ruim twintig landen.
In het najaar van 2024 dreigde AGU failliet te gaan wat werd voorkomen door een overname door investeerder Ecomotion. 

## Het merk AGU
Het merk AGU kreeg bekendheid toen het bedrijf in 1978 fietsregenkleding op de markt bracht die bij een door minister Tjerk Westerterp uitgeschreven wedstrijd als beste werd beoordeeld.

## Sponsoring
AGU ondernam diverse sponsoractiviteiten. De bekendste daarvan zijn kledingleveranties aan de Rabo-wielerploegen tussen 1996 en 2012. Vanaf 2019 is AGU de kledingsponsor van de Team Jumbo Visma Wielerploeg.